# Uroleucon longirostre
Uroleucon longirostre är en insektsart som först beskrevs av David D. Gillette och Palmer 1933.  Uroleucon longirostre ingår i släktet Uroleucon och familjen långrörsbladlöss. Inga underarter finns listade i Catalogue of Life.